# 앙케 엥겔케
앙케 엥겔케(Anke Engelke, 1965년 12월 21일 ~ )는 캐나다, 독일의 코미디언, 배우, 성우이다.

## 출연 작품
- 온리 어 데이 (2017)
- 닥터 프록터즈 버블 인 더 배스텁 (2015)
- 뮬러 부인을 조심해 (2015)
- 고스트 헌터: 얼음 몬스터의 부활 (2015)
- 닥터 프록터즈 파트 파우더 (2014)
- 피노키오의 모험 (2013)
- 뻔뻔한 여자들 (2008)
- 임피 원더랜드 가다 (2008)
- 돼지코 아기공룡 임피의 모험 (2008)
- 완전 바보 (2007)
- 사랑의 추구와 발견 (2005)
- 리틀 폴라 베어 (2001)
- 황야의 마니투 (2001)